# Senran Kagura: Peach Ball
Senran Kagura: Peach Ball (PEACH BALL 閃乱カグラ?, Peach Ball: Senran Kagura) è un videogioco di flipper del 2018 per Nintendo Switch, spin-off della serie Senran Kagura. Secondo titolo delle serie per Nintendo Switch dopo Senran Kagura Reflexions, ha come protagoniste le stesse cinque ragazze della gioco precedente: Yumi, Asuka, Murasaki, Ryōna e Yomi. Il gioco è stato successivamente pubblicato anche per PC.

## Trama

Una scena del gioco con, da sinistra verso destra, Ryōna, Murasaki, Asuka, Yumi e Yomi

Haruka lavora part-time in una sala giochi, dove si svolge un torneo di picchiaduro arcade a cui partecipano, mescolate a concorrenti comuni, cinque shinobi a lei ben note: Yumi, Asuka, Murasaki, Ryōna e Yomi. Nella finale del torneo si fronteggiano Yomi e Murasaki, ma qualcosa turba lo scontro: Ryōna corre in bagno per un bisogno impellente e ritorna trasformata in cane. Haruka aveva infatti accidentalmente lasciato sulla mensola del bagno una pozione sperimentale chiamata Beastall che trasforma le persone in animali e Ryōna l'ha scambiata per il sapone. A questo punto Ryōna inizia a leccare, come farebbe un cane, Yumi, Asuka, Murasaki e Yomi, che si trasformano a loro volta in animali: Yumi in gatta, Asuka in coniglietta, Murasaki in orso e Yomi in tanuki. L'unico modo per farle tornare umane, spiega Haruka, è attirarle una per una su un flipper gigante, costruito dalla stessa Haruka, e colpirle ripetutamente con una palla speciale denominata Peach Ball. Le ragazze affidano il compito di usare il flipper a una persona comune che si trova là, ovvero al giocatore.

## Doppiaggio
| Personaggio | Voce originale   |
| ----------- | ---------------- |
| Yumi        | Yumi Hara        |
| Asuka       | Hitomi Harada    |
| Murasaki    | Sayuri Yahagi    |
| Ryōna       | MAKO             |
| Yomi        | Ai Kayano        |
| Haruka      | Megumi Toyoguchi |
| Luka        | Yūsuke Shirai    |

## Sviluppo
Riguardo all'ideazione del gioco, il Righteous Boobage Producer Ken'ichirō Takaki ha dichiarato in un'intervista a Famitsū: «Ho sempre amato il flipper, e a un certo punto volevo fare un gioco che unisse il flipper e le tettone. Quando è uscito lo Switch e ho visto la funzione HD Rumble dei Joy-Con, sapevo che era l'occasione perfetta. Quando ho pensato alla possibilità di far sentire con mano ai giocatori gli eventi del gioco, mi è subito venuto in mente un tavolo da flipper con una donna sopra», precisando inoltre: «L'essenza del flipper è semplicemente colpire cose con una palla. Ma poi ho pensato che colpire i personaggi di Senran Kagura con una palla e basta sarebbe stato crudele… quindi stavo pensando a come aggirare questa cosa quando ho visto il mio gatto giocare con una pallina e mi sono accorto di una cosa: quando un animale e una palla giocano insieme, non c'è una naturale atmosfera di divertimento? Ed ecco come le donne sono finite vestite da animali!»